# Maják Nový přístav (Gdaňsk)
Gdaňský maják Nowy Port je historický, nepoužívaný maják na polském pobřeží Baltského moře, který se nachází ve čtvrti Nowy Port města Gdaňsk a až do roku 1984 ukazoval lodím vjezd do přístavu námořního města Gdaňsk v Pomořanském vojvodství v Polsku.
Sousedními majáky byly maják na Helu a v Krynici Morské na západě.

## Historie
V roce 1758 byla uvedena do provozu dvě nová světla pro bezpečný vjezd do přístavu. Spodní z nich byl vahadlový maják se zavěšeným železným košem. Horní z nich byla dvacet metrů vysoká a deset metrů v průměru cihlová věž. Na obou byly zapáleny ohně v koších naplněných uhlím. V roce 1817 se k osvětlení používaly voskové svíčky, v roce 1825 Argandovy plynové lampy a parabolické reflektory. Později následoval řepkový olej, pak nafta a nakonec elektřina.
Na kopci Pilotów, který leží severozápadně od majáku, byla nejméně od roku 1849 pilotní stanice, tj. stanice pro signalizaci bouře, a stanice s časovou koulí, která byla otevřena v červenci 1876. Potřeba zvýšit výšku majáku, instalovat silnější čočky a modernizovat více než sto let starý provoz majáku přiměla gdaňské úřady k výstavbě nového zařízení. Ve zprávě prezidenta gdaňského regentství Adolfa von Heppeho se uvádí, že staré bílé světlo v Nowym Portu (Novém přístavu) již neodpovídá požadavkům doby a že by mělo být umístěno alespoň sedm metrů nad průměrnou hladinou moře, aby bylo funkční a viditelné pro proplouvající lodě. Ministerstvo veřejných prací se proto s ohledem na řadu navrhovaných zlepšení rozhodlo postavit na kopci Pilotów novou věž, která by byla vybavena elektrickými obloukovými lampami. V roce 1893 byla zahájena stavba a brzy poté se na německém majáku rozsvítilo první elektrické světlo. Maják je postaven podle vzoru zaniklého majáku v Clevelandu nad Erijským jezerem ve Spojených státech. Byl to první maják na Baltském moři, který používal elektrické světlo.
Nový gdaňský maják byl o více než sedm metrů vyšší než jeho předchůdce. Základ věže byl čtyři metry silný a jeho průměr byl 8,5 m.Na něm byla postavena žulová základna, která se tyčila devět metrů nad mořem. Osmiboká cihlová věž, zakončená ochozem z bílého pískovce a lucernou s měděnou kopulí, dosahuje výšky 27,3 metru. Bíle svítící lampa nové lucerny měla daleko větší dosvit, její silné světlo bylo viditelné i v mlze a za nepříznivých povětrnostních podmínek a za dobrých povětrnostních podmínek bylo vidět až za Helskou kosu. Optický přístroj vyrobila slavná pařížská firma Barbier & Fenestre podle patentu francouzského fyzika Augustina Fresnela. Maják byl také pilotní stanicí, byl uveden do provozu v roce 1894 a na svém vrcholu dostal neobvyklý přístroj, časovou kouli. Kapitáni lodí, které kotvily v přístavu, mohli přesně nastavit chronometry podle výstupu a poklesu v každé poledne.
Náklady na nový maják činily 156 000 marek. Postavena byla také strojovna a dům strážce majáku.
Dne 20. října 1911 byl uveden do provozu světelně-optický přístroj firmy Julius Pintsch AG v Berlíně, který vydával blikající světlo.
Když v roce 1929 bouře rozbila gdaňský mechanismus, časovou kouli, nebyl opraven. Teprve po mnoha letech od vyřazení majáku z provozu mohla být 21. května 2008 obnovená časová koule znovu uvedena do provozu jako turistická atrakce.
Dne 1. září 1939 dal výstřel z okna majáku signál vojákům na lodi Schleswig-Holstein, aby začali ostřelovat Westerplatte. O několik okamžiků později byly z Westerplatte vypáleny dva výstřely – první minul. Druhý byl již přesný a zasáhl budovu majáku, čímž zlikvidoval pozici těžkého kulometu. Následná oprava je stále vidět ve stěně s novou světlou cihlou.
Po uvedení majáku v gdaňském severním přístavu do provozu byl starý maják v roce 1984 deaktivován. Současný soukromý majitel maják zrekonstruoval v letech 2001–2004 a od roku 2004 ho zpřístupnil veřejnosti.
Maják je jediným soukromým majákem v Polsku. V roce 2004 mu byl vdechnut nový život jako historické památce a je jednou z nejatraktivnějších a nejvýraznějších historických staveb v Gdaňsku. V roce 2006 byl maják zapsán do Národního registru historických budov.
V březnu 2010 se maják stal vítězem soutěže Generalnego Konserwatora Zabytków
(Generální konzervátor památek) v kategorii: Zabytek Zadbany (Udržovaná památka) a umístil se na třetím místě v kategorii Zabytki dziedzictwa przemysłowego (Památky průmyslového dědictví) 